# عبد المنعم الجيلاني
أبو الفضل عبد المنعم بن عمر بن عبد الله الغساني الجيلياني (4 تشرين الأول 1136 – 1206؛ 7 محرم 531 – 603) كان طبيبًا وكاتبًا وشاعرًا عربيًا أندلسيًا من القرن الثاني عشر الميلادي (القرن السادس الهجري)، عاش معظم حياته في المشرق. أُطلق عليه لقب حكيم الزمان، وهو من أهل جيلان في وادي آش بالقرب من غرناطة في الأندلس. انتقل إلى المغرب، ثم إلى المشرق، وأقام في دمشق بقية حياته. زار بغداد سنة 601هـ. كان صلاح الدين يحترمه ويقدره، وأثنى عليه عبد المنعم، وله عشرة دواوين شعرية ونثرية، ومؤلفات أخرى كثيرة. توفي في دمشق.

## السيرة الذاتية
هو أبو الفضل عبد المنعم، وقيل محمد عبد المنعم بن عمر بن عبد الله بن أحمد بن خضر بن مالك بن حسن الغساني الملقي الجيلاني الوادي العشي.
ولد في 7 محرم 531/4 تشرين الأول 1136 في قرية جيلان من وادي آش بالقرب من غرناطة. درس علم الحديث. ثم انتقل إلى المغرب ثم المشرق ثم أقام بدمشق مدة طويلة. كان مرتبطًا بصلاح الدين ومدحه في كثير من قصائده، ومنها مدح في قصيدة كتبها سنة 538هـ وأرسلها إليه، فوصلت إليه في نفس السنة التي أغار فيها للفرنجة في عكا. طاف الجيلاني في بلاد الشام حتى أصبح طبيب المارستان السلطاني. ودخل بغداد سنة 601هـ.
توفي بدمشق سنة 603هـ/1206م على الأكثر، أو في ذي القعدة سنة 602هـ/يونيو 1206م.

## السيرة المهنية
كان الجيلاني بارعًا في الطب، وبخاصة في التخييل، وبارعًا في الرياضيات والفلسفة، وعمل في صناعة الكيمياء. وكان أيضًا ناثرًا وشاعرًا، وله خطاب في التصوف، وكان يُعرف بـحكيم الزمان .

## أعماله
- وله عدد من الكتب منها عشرة كتب:
- ديوان الحكمة وميدان الكلمات: نظم، يتضمن إشارة إلى كل علم غامض ومفهوم، وكل حج صادق إلى العمل، وكل طريق واضح إلى الفضيلة.
- ديوان المشوقات إلى العلاء
- ديوان الأدب السلوكي: وهو كلام مطلق مشتمل على كلمات الحكمة الرؤيوية.
- نوادر الوحي: يتضمن ألفاظًا من الحكمة المطلقة بمعاني غريبة من القرآن والحديث.
- تحرير النظري: يتضمن كلمات من مفردات الحكمة في باب الكلام.
- ديوان المبشّرات والقدسيات: وهو كلام منظم منمق مطلق يتضمن وصف الحروب والفتوحات الجارية وما يتعلق بها بصورة منظمة.
- ديوان الغزال والتشبيب والموشحات والدوبيت وما يتصل بها.
- ديوان التشبيهات والألغاز والرموز والأوصاف والأوامر: نظم في أغراض مختلفة.
- ديوان الترسال والمراسلات في معاني كثيرة وأنواع من الخطب والأدعية.
- ديوان التدبير: إغراء الإبداع وذروة اللذة
- مناحي الممدحي.
- روضة المؤثر والمفاخر من خصوصيات الملك الناصر: صلاح الدين الأيوبي، كتب سنة 569هـ.
- التعليق في الطب
- صفات الأدوية المركبة
- جامع أنماط السائل في العروض والخطب والرسائل
- نهج التواضع مع أهل الباطل